# Монтефолонико (Сијена)
Монтефолонико је насеље у Италији у округу Сијена, региону Тоскана.
Према процени из 2011. у насељу је живело 476 становника. Насеље се налази на надморској висини од 542 м.